# Илчев, Пётр
Пётр Стефанов Илчев (болг. Петър Стефанов Илчев) — болгарский языковед, палеославист, славист и индоевропеист.

## Биография
Родился 9 ноября 1927 г. в Ботевграде в семье языковеда Стефана Илчева. Изучал славянскую филологию в Софийском университете, затем учился в аспирантуре под руководством проф. К. Мирчева.
Доцент, преподаватель старославянского языка в Софийском, Пловдивском и Юго-западном университете. В 1966—1967 гг. преподавал болгарский язык и культуру в Ягеллонском университете, Краков, Полша. Читал лекции по старославянскому языку, праславянскому языку, истории болгарского языка, палеографии. Основной вклад П. Илчева в науку относится к сфере изучения глаголической письменности.
Умер 4 января 1995 г. в Софии.

## Основные труды
- Българско-полски разговорник. София, 1961 (в соавторстве с Т. Домбек)
- «К вопросу о македонском языке и его истории». — Балканско езикознание 11 (совместно с П. Пенковой)
- «Знакова мотивираност на глаголицата». — Език и литература, 1972
- «Структурни принципи на глаголическата графика». — Старобългаристика, 1980
- «Синайският псалтир и неговите писачи». — Славянска палеография и дипломатика, 1980
- «Статии по палеославистика». К 90-летию со дня рождения П. Илчева. Под редакцией на А.-М. Тотомановой и Т. Славовой. София: Университетско издателство «Св. Климент Охридски», 2017 ISBN 978-954-07-4347-9